# Лёррах (район)
Лёррах (нем. Lörrach) — район в Германии. Центр района — город Лёррах. Район входит в землю Баден-Вюртемберг. Подчинён административному округу Фрайбург. Занимает площадь 806,81 км². Население — 221 572 чел. Плотность населения — 275 человек/км².
Официальный код района — 08 3 36.
Район подразделяется на 42 общины. На части территории этого района, а также на части района Брайсгау — Верхний Шварцвальд располагается Маркгрефлерланд.

## Города и общины

### Города
1. Кандерн (8 065)
2. Лёррах (46 860)
3. Райнфельден (32 191)
4. Шёнау (2 523)
5. Шопфхайм (19 289)
6. Тодтнау (5 077)
7. Вайль-на-Рейне (29 461)
8. Целль (6 067)

### Общины
1. Айтерн (544)
2. Бад-Беллинген (3 825)
3. Бинцен (2 760)
4. Бёллен (101)
5. Бюрхау (198)
6. Эфринген-Кирхен (8 204)
7. Аймельдинген (2 229)
8. Эльбеншванд (167)
9. Фишинген (707)
10. Фрёнд (498)
11. Гренцах-Вилен (13 796)
12. Хег-Эрсберг (865)
13. Хазель (1 100)
14. Хаузен (2 417)
15. Инцлинген (2 525)
16. Мальсбург-Марцелль (1 521)
17. Маульбург (4 098)
18. Нойенвег (338)
19. Райх (308)
20. Рюмминген (1 592)
21. Зальнек (373)
22. Шальбах (713)
23. Шлинген (5 245)
24. Шёненберг (341)
25. Швёрштадт (2 441)
26. Штайнен (10 056)
27. Тегернау (390)
28. Тунау (180)
29. Утценфельд (669)
30. Вембах (327)
31. Виден (582)
32. Вис (658)
33. Вислет (582)
34. Витлинген (951)